# .iq
.iq је највиши Интернет домен државних кодова (ccTLD) за Ирак.
Овај домен је био у чистилишту годинама, јер је делегациони менаџер био у затворуу Тексасу због наводних веза са тероризмом. Приче о ределагацији и поновном лансирању су почеле у време Инвазије на Ирак 2003, а 2005. године ределегација код National Communications and Media Commission (NCMC) је одобрена од стране ICANN.